# إفرايم جورج سيلس
إفرايم جورج سيلس هو سياسي كندي، ولد في 18 أبريل 1836، وتوفي في 4 أبريل 1909 في بيلفي في كندا. نشط حزبياً في الحزب الليبرالي في أونتاريو ‏. وقد انتخب عضو برلمان مقاطعة أونتاريو ‏.